# Indiens valutareformer runt sekelskiftet 1900
Indiens valutareformer runt sekelskiftet 1900 handlar om landets omvandling från en silverstandard till en guldstandard, liksom den valutapolitiska debatt som fördes under denna tid och som berörde Indien. Det första större steget i denna omvandling togs 1893 då Indiens regering bestämde sig för att stänga ner landets största silvergruvor. Under de följande åren fördes en debatt om olika lösningar, inklusive idén om en bimetallism-regim mellan USA, Frankrike och Indien. Dessa diskussioner strandade dock och landet införde istället en guldstandard.

## Stängingen av silvergruvor
Bakgrunden till stängningen av silvergruvor och till hela valutadebatten var att priserna hade ökat (inflation) i Indien under ett antal år. Det var en allmän åsikt att landet hade ett "valutaproblem". Den nationella valutan rupien (som var ihopkopplad med silver) hade minskat i värde relativt landets varor. År 1893 beslöt därför landets regering att stänga de största silvergruvorna. 1898 skrev W.H. Cheetham följande om detta: 
| ” | The closing of the mints has reduced the volume of the currency in relation to trade. Population is always increasing and trade is expanding; if you do not continually add to the currency, you actually in fact reduce it, that is to say, it is reduced in relation to requirements. | „ |

Han menade att stängningen av silvergruvorna inte var bra eftersom penningmängden hade minskat, vilket hade haft negativa konsekvenser för handeln. Reformen kallades omväxlande för att "svälta valutan", "skapande av bristvärde" och "relativ valutakontraktion". Exakt hur mycket, eller ens om, penningmängden minskade på grund av silvergruvornas stängning var dock en fråga som debatterades kraftigt bland landets ekonomer. Liksom frågan om det var en kontraktion i penningmängden relativt den efterfrågan på pengar som handeln hade.